# Lisa’s Wedding
«Lisa’s Wedding» (с англ. — «Свадьба Лизы») — девятнадцатая серия шестого сезона мультсериала «Симпсоны». Премьера серии состоялась 19 марта 1995 года. Лауреат премии «Эмми» 1995 года.

## Сюжет
На фестивале средневековья Лиза Симпсон встречает гадалку. От неё Лиза узнаёт историю своей первой любви. Она видит себя в 2010 году учащейся в университете, где встречает английского студента Хью Паркфилда, и влюбляется в него. Они вдвоём отправляются в Великобританию, в родовое поместье Паркфилдов, где Хью делает Лизе предложение, и она соглашается выйти за него замуж.
Лиза всерьёз беспокоится по поводу того, что её семья, в особенности Гомер, опозорят её перед Хью своим поведением и невоспитанностью. Хью приходит в ужас от их манер и образа жизни и перед самой свадьбой говорит Лизе, что после того, как они поженятся, они вернутся в Великобританию и никогда больше не встретятся с её семьёй. Лиза не может смириться с расставанием с семьёй и отменяет свадьбу. Однако гадалка намекает, что специализируется на предсказании обманов.

## В 2010 году
- Гомер по-прежнему работает инспектором по безопасности на спрингфилдской АЭС, имеющей теперь четыре градирни вместо двух. Милхаус стал его начальником. АЭС обслуживается, главным образом, роботами, а Ленни и Карл продвинулись на руководящие должности.
- Пэтти, Сельма и Гомер поправились.
- Барт Симпсон был женат дважды. Он работает на автокране, разрушая им старые здания. Барт упоминает, что «просто хочет выплеснуть всю свою агрессию, прежде чем поступить на юридический факультет» (в эпизоде «Itchy & Scratchy: The Movie» было показано, что он, по настоянию Гомера, в конце концов станет Верховным Судьёй США).
- Лиза является вегетарианкой, так как убеждена, что есть животных — неправильно. То, как она станет вегетарианкой, будет показано в более позднем эпизоде, «Lisa the Vegetarian».
- Мэгги появляется в эпизоде как угрюмого вида тинейджер. Она носит одежду в панковском стиле, в её комнате стоит мотоциклетный кубок. Доктор Хибберт упоминает, что Мэгги — «трудный подросток», и что у неё великолепный голос. Кроме того, Мэгги по-прежнему не расстаётся со своей соской — она носит её на шее вместо украшения. Гомер упоминает, что Мэгги вечно болтает по телефону.
- Мистер Бёрнс был заморожен в криогенной камере, пока врачи под руководством Профессора Фринка лечат его семнадцать колотых ранений в спину. Они излечили уже пятнадцать ранений. На свадьбе Мистер Бернс ломается надвое, так как процесс размораживания проходил слишком быстро.
- У башенных часов Биг-Бен на Вестминстерском дворце теперь цифровое табло, которое постоянно мигает 12:00, указывая на то, что и в будущем люди не научились настраивать время на электронных приборах.
- Была Третья мировая война, в которой Великобритания спасла США от поражения.
- Большая часть знаменитостей арестована, так как они теперь представляют опасность. В списке арестованных знаменитостей в теленовостях можно увидеть имя Ральфа Виггама.
- В доме Симпсонов появилась дополнительная спальная комната, построенная Гомером. Для жилищного инспектора он выдаёт её за оконный проём.
- Мэр Куимби был осуждён и теперь стал таксистом под псевдонимом «Мохаммед Джафар». Он работает на компанию по перевозкам, основанную Отто в 2003 году.
- Мартин Принс считается погибшим после взрыва на научной ярмарке. На самом деле он живёт глубоко под землёй, как Призрак оперы. Кроме того, по всей видимости, он влюблён в мисс Гувер.
- Конструкция первых самолётов (триплановая) используется для коммерческих полётов.
- Кент Брокман работает на канале CNNBCBS (отделение «ABC»).
- Канал «Fox» (на котором выходят «Симпсоны») превратился в порноканал так постепенно, что Мардж даже не заметила этого.
- The Rolling Stones по-прежнему выступают, хотя теперь — в инвалидных колясках.
- Во дворе университета стоят голографические картинки деревьев, в память о настоящих. Возможно, деревьев больше не существует.
- Дедушка Симпсон нигде не упоминается, и так как он отсутствует на свадьбе Лизы, можно предположить, что он или умер, или не смог посетить свадьбу.
- У Мо Сизлака на глазу повязка, возможно, вследствие ранения на Третьей мировой войне, либо драки в баре.
- Появились виртуальный дартс и виртуальный пул (так же, как и множество других новых технологий), а также роботы-андроиды, головы которых взрываются, когда они начинают плакать.
- У Нельсона есть сын, который очень похож на него и смеётся точно таким же «фирменным», Нельсоновским, «Ха-ха!».
- Мод Фландерс жива, хотя она умерла в более позднем эпизоде, Alone Again, Natura-Diddily. Возможно, что это робот. Изначально создатели сериала, конечно, не планировали когда-либо убивать Мод. Это произошло потому, что озвучивавшая её актриса Мэгги Розуэлл спустя несколько лет ушла из сериала ввиду несогласия с размером заработной платы.
- У Неда Фландерса волосы поседели.
- Пэтти, Сельма и Эдна Крабаппл по-прежнему не замужем.
- Клоун Красти стал передвигаться с помощью инвалидной коляски.
- В реке Спрингфилда, помимо рыбы с тремя глазами, плавает рыба с рогами и рыба с головой профессора Фринка.

## Интересные факты
- Этот эпизод является первым из эпизодов мультсериала на тематику будущего.
  - Тогда как и «Lisa’s Wedding», и «Future-Drama» были номинированы на Эмми, журнал «Entertainment Weekly» назвал эпизод «Bart to the Future» худшим в истории сериала.
- Телезрители канала «BBC» проголосовали за этот эпизод, чтобы показать его в «Симпсоновскую ночь» на канале «BBC Two» 23 июня 2000 года. Другими кандидатами были «Life on the Fast Lane», «Bart of Darkness», «Sideshow Bob Roberts» и «Homer the Great».
- В эпизоде «The Way We Weren’t» Гомер перечисляет различные глупые вещи, которые он сделал в предыдущих эпизодах, включая «испортил Лизе свадьбу в будущем».
- В будущем впервые упомянуты два события, которые вскоре были более подробно показаны в последующих эпизодах, в настоящем времени: становление Лизы вегетарианкой («Lisa the Vegetarian») и страсть Милхауса к Лизе («Lisa’s Date with Density»).
- В течение всего эпизода, всякий раз, когда Мэгги собирается заговорить, кто-то обрывает её и не даёт ей это сделать. Голоса Мэгги так ни разу и не слышно.
- Когда Гомер собирается позвонить по видеотелефону, то обнаруживает, что он занят Мэгги. Гомер говорит: «Мэгги! Эта девчонка замолчит хоть когда-нибудь?».
- 1 августа 2010 года в Интернете (например, в сети микроблогов «Twitter») активно отмечался «день свадьбы Лизы». Особенно популярным стал кадр, где видно приглашение на свадьбу с датой «1 августа 2010 года».

## Культурные отсылки
- Сцена, где Лиза, смеясь гонится за кроликом и попадает в лес — отсылка к книге «Алиса в стране Чудес».
- Сцена знакомства Лизы и Хью в библиотеке основана на сцене из фильма «История Любви» («Love Story»).
- Судьба Мартина Принса является пародией на «Призрак оперы». Композиция, которую он играет на органе — «A Fifth of Beethoven» — диско-версия Пятой симфонии Людвига ван Бетховена в до минор.
- Внешний вид и поведение Хью имеют сходство с Хью Грантом, а также с некоторыми его персонажами в фильмах.

## Награды
- Эпизод получил премию «Эмми» 1995 года в номинации «Лучшая анимационная программа (продолжительностью менее одного часа)».